# شعب تشاكما

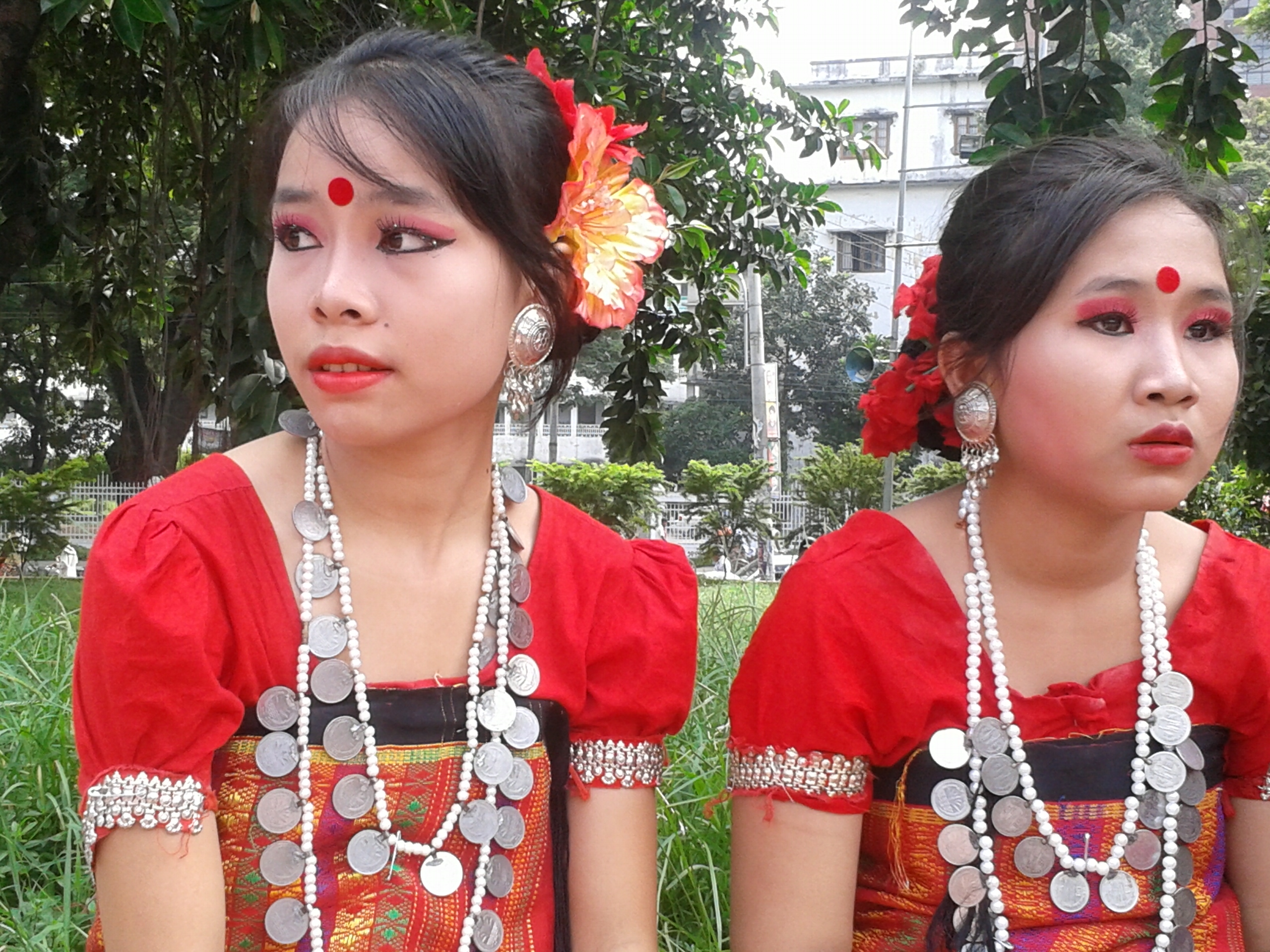
راقصتان تشاكماويتان، يوم الشعوب الأصلية، 2014، دكا، بنغلاديش

شعب تشاكما هم مجموعة من السكان الأصليين المنحدرين من من المناطق الواقعة أقصى شرق شبه القارة الهندية، وهم أكبر مجموعة عرقية في منطقة تشيتاجونج هيل تراكتس جنوب شرق بنغلاديش، وثاني أكبر مجموعة عرقية في ميزورام بالهند (مجلس مقاطعة تشاكما ذات الحكم الذاتي). توجد أيضًا أعداد كبيرة من شعب تشاكما في أجزاء أخرى من شمال شرق الهند، تشمل نحو 50 ألف فردًا في أروناجل برديش، التي هاجر الجيل الأول منهم إلى هناك سنة 1964 بعد واقعة سد كابتاي المأساوية، وبين 40 إلى 50 ألفًا في ترايبورا، وبين 20 إلى 30 ألفًا في آسام. يرتبطون عرقيًا بشكل وثيق بشعب شرق آسيا. إلا أن لغة تشاكما (المكتوبة بكتابة تشاكما) هي جزء من أسرة اللغات الهندية الآرية في شبه القارة الهندية. يتبع معظم شعب تشاكما التيرافادا البوذية. ينقسم شعب تشاكما إلى 46 عشيرة أو قبيلة. يرأس مجتمع التشاكما المحلي «تشاكما راجا»، الذي اعترفت حكومة الهند البريطانية بمكانته كزعيم قبلي.
يعتقد أن التشاكما، وفقًا لتاريخهم الشفوي، هاجروا إلى أراكان من مملكة ماجادها القديمة التي هي جزء من ولاية بيهار الهندية الحالية. يعتقدون أيضًا أنهم جزء من قبيلة ساكيا البوذية من قبائل الهيمالايا. بعد كفاحهم للبقاء أحياء، هاجروا تدريجيًا إلى أراكان، وتوزع نفوذهم إلى التلال القريبة من أراضي منطقة تشيتاجونج هيل تراكتس. وقعوا معاهدة مع مغول البنغال سنة 1717. قدمت حكومة الهند البريطانية حكمًا ذاتيًا عشائريًا إلى المنطقة التي استمر تواجدها بعد تقسيم الهند. خلال بناء سد كابتاي في ستينيات القرن العشرين، غمرت المياه العديد من مستوطنات التشاكما نتيجة بناء بحيرة كابتاي الاصطناعية.
في منتصف السبعينات، تسبب اندلاع نزاع تشيتاجونج هيل تراكتس في استقرار بعض التشاكما بشكل دائم في المنطقة الإدارية للحدود الشمالية الشرقية (أروناجل برديش حاليًا) من قبل الحكومة المركزية في الهند، حيث كانت تلك المنطقة ذات كثافة سكانية قليلة جدًا ومغطاة معظمها بغابة كثيفة. يشتركون أيضًا بهوية دينية مع تلك التي تتبعها القبائل المحلية مثل سينغفوس وكامتيس في نفس المنطقة. تصورت السلطات أن ذلك من شأنه أن يساعدهم في تأسيس حياة مسالمة ومليئة بالانسجام. انتهى النزاع سنة 1997 باتفاق سلام تشيتاجونج هيل تراكتس. توجد مجتمعات تشاكما اليوم في بنغلاديش والهند وميانمار. يعرفون في ميانمار (دانينت «الأناس السود»). يعمل أفراد من التشاكما أيضًا ضباطًا وسفراء في السلكين العسكري والدبلوماسي في بنغلاديش.

## تاريخ
يشير الأركانيون إلى شعب الشاكما باسم الساك، أو الثيك، أو الثايخ. في سنة 1546، عندما كان الملك الأركاني «مين بين» يخوض معركة ضد البورميين، هاجم ملك الساك أراكان روما الشكالية واستولى على أرض تشاكوماس الخاضعة للأركانيين في جبال أراكان الشمالية.
رسم دييجو دي أستور خريطة للبنغال، التي نشرت تحت اسم «وصف مملكة البنغال» في كتاب «العقد الرابع لآسيا» لجواو دي باروس في عام 1615. تظهر الخريطة مكانًا يدعى تشاكوماس على الضفة الشرقية لنهر كارنابولي في ما هو الآن شيتاغونغ، بنغلاديش، مقترحًا أن شعب تشاكما سكن هذه المنطقة خلال تلك الفترة.
احتل الملك الأراكاني مين رازاجيي (1593 – 1612) تلك المناطق ونصّب نفسه الملك الأقوى والأعلى مكانة في أراكان، وتشاكوماس، والبنغال ضمن رسالة أرسلها سنة 1607 إلى تاجر برتغالي دعى فيليب دي بريتو نيكوتي. بعد الهزيمة التي ألحقت بالأراكان، هاجر التشاكما إلى منطقة تشيتاجونج هيل تراكتس وأسسوا عاصمتهم أليكاينغدونغ (أليكادام حاليًا). من أليكيانغدونغ، استمروا في التوجه شمالًا واستقروا في رانجونيا، وراوزان، وفاتكاري أوبازيلاس بمقاطعة تشيتاجونج.
في عام 1666، هزم حاكم البنغال المغولي شايستا خان، الأركان، وغزا الضفة الشمالية لنهر كالادان، وأطلق عليها اسم إسلام أباد. اقتصر حكم المغول على المناطق السهلية من تشيتاجونج في بادئ الأمر، الأمر الذي لم يؤثر على التشاكما. طالب المغول في نهاية المطاف من التشاكما دفع ضريبة بعد تطور نزاع تجاري بين المجموعتين.
في سنة 1713، تم حل الصراع وتطورت علاقة مستقرة بين التشاكما والمغول؛ لم يطالب المغول بخضوع كامل من التشاكما. كافأ المغول أيضًا ملك التشاكما شوكديف روي؛ حيث أنشأ عاصمة جديدة باسمه في منطقة لا تزال تعرف باسم شوكبيلاش. لا تزال آثار القصر الملكي وغيرها من المباني التاريخية موجودة. بعد ذلك، نقلت العاصمة إلى راجاناجار، ورانيرهات، ورانغونيا أوبازيلا، بمقاطعة شيتاغونغ.[بحاجة لمصدر]

### شركة الهند الشرقية
وقع المغول معاهدة مع جلال خان، راجا (ملك) التشاكما، سنة 1715. حيث أطبق المغول سيطرتهم على كميات وفيرة من محاصيل البطاطا والقطن في أراضي منطقة تشيتاجونج هيل تراكتس، مع الاعتراف باستقلالهم عن المغول.
تلقت الحكومة البريطانية مبالغ من التشاكما واعترفت باستقلال مملكتهم. تم ضمان وترسيم تشيتاجونج هيل تراكتس باعتبارها منطقتهم القبائلية المحمية بموجب المعاهدات المبرمة بين ملك التشاكما والبريطانيين.
اندلعت حرب استمرت بين عامي 1777 و1789 بين شركة الهند الشرقية والتشاكما. في مقابل ترك التشاكما أتباعًا يدفعون الضرائب ويتمتعون بحكم ذاتي، حصل البريطانيون على عهد أقسمه جان بكش خان، ملك كل التشاكما في سنة 1787.
بعد ثلاث سنوات من معركة بلاسي، كافأ مير قاسم، ناواب (حاكم) مرشد أباد، شركة الهند الشرقية بتشيتاجونج وبوردوان وميدنابور. في الخامس من يناير سنة 1716، تولى ممثل الشركة، هاري فريست، حكم تشيتاجونج من سوبيدار محمد ريزا خان، ولكن ملك التشاكما شير دولت خان، الذي كان مستقلًا عمليًا لدفعه الضرائب اسميًا للمغول، لم يقبل بهيمنة الشركة بطلبها المتنامي للضرائب. بدأت حرب طويلة واستمرا حتى عام 1787. شنت شركة الهند الشرقية أربعة هجمات ضد التشاكما في 1770، و1780، و1782، و1785. في العام 1785، الشركة مفاوضات السلام مع ملك التشاكما جان بكش خان، ابن شير دولت خان، في سنة 1787، وافق الملك على سيادة الشركة ووافق على دفع 500 مكيال من القطن سنويًا. تم توقيع معاهدة السلام في كالكوتا.
كانت الأحكام الرئيسية للمعاهدة المبرمة بين الحاكم العام لورد كورنواليس وملك تشاكما ما يلي:
- اعتراف شركة الهند الشرقية بجان بكش خان بأنه راجا (حاكم) التشاكما.
- اتفق على أن تحصيل الإيرادات هو مسؤولية الراجا.
- تحفظ الحكومة البريطانية الاستقلال القبلي، وستقيد الهجرة من السهول.
- ألزم جان بكش خان بموجب المعاهدة بالحفاظ على السلام في أراضيه.
- ستظل القوات البريطانية في مناطق التشاكما، ليس لترهيبهم وإنما لحماية الأرض من القبائل المعادية.

في عام 1829، أكد هالهيد، مفوض تشيتاجونج أن:
«لم تكن قبائل التل خاضعة للحكم البريطاني وإنما مجرد دافعة للضرائب، ولم نعترف نحن بحق من جانبنا في التدخل في ترتيباتها الداخلية. وضعت المنطقة القريبة ذات الحكومة القوية والمستقرة الزعماء تحت السيطرة بشكل طبيعي، ودفع كل حاكم قيادي لتشيتاغونغ ضريبة أو هدايا بشكل سنوي. كانت تلك المبالغ في البداية متغيرة من حيث الكمية، ولكنها وصلت تدريجيًا إلى حد معين ومحدد، واتخذت في نهاية المطاف شكلًا من أشكال الإيرادات السنوية وليس جزية».
نقل جان بكش خان عاصمته إلى مكان جديد بالقرب من رانجونيا حاليًا، وأطلق عليها اسم راجاناجار. بعد وفاة جان بكش سنة 1800، أصبح ابنه تابار خان ملكًا ولكنه توفي بعد فترة قصيرة. في عام 1802، أصبح جبار خان، شقيق تابار خان الأصغر، ملكًا وحكم لمدة عشر سنوات. بعد وفاته، أصبح ابنه درم باكشه خان ملكًا سنة 1812 وحكم حتى وفاته سنة 1832.

## وصلات خارجية
- شعب تشاكما على موسوعة بريتانيكا